# Il progetto Trinity
Il progetto Trinity (The Footprints of God, "Le orme di Dio") è un romanzo del 2003 di Greg Iles.

## Trama
David Tennant è uno scienziato che fa parte dell'équipe del progetto Trinity per la realizzazione di un supercomputer quantistico. Un giorno riceve una lettera da parte del suo collega Andrew Fielding, che poco prima è stato trovato morto alla sua scrivania, apparentemente per un infarto; il suo contenuto (un breve testo e della polvere bianca che inizialmente suppone sia antrace) gli fa pensare che sia stato assassinato. Tennant cerca di mettersi in contatto col consigliere presidenziale Ewan McCaskell; non riuscendoci, contatta la sua psichiatra Rachel Weiss, raccontandole che teme per la propria vita e che da qualche tempo soffre di allucinazioni nelle quali gli sembra di vivere episodi noti o ignoti della vita di Gesù. Con lei si reca a casa di Fielding, dove sono accolti da Lu Li, la moglie cinese dello scienziato scomparso, che rivela loro che il marito si sentiva minacciato e che, temendo anche per la propria vita, ella presto si renderà irreperibile. Suggerisce inoltre a Tennant di recuperare un cristallo, usato come unità di memoria, attaccato alla catena dell'orologio di Fielding.
Il giorno dopo, Tennat si reca normalmente in ufficio e partecipa a una riunione del gruppo di lavoro (costituita dal capo del progetto, l'anziano informatico Peter Godin, dal neurobiologo Ravi Nara, dalla fisica Jutta Klein, e dal vicedirettore dell'NSA John Skow) che avalla la versione della morte per cause naturali, dopodiché è interrogato in modo informale da Geli Bauer, la donna a capo della sicurezza del progetto, che lo sorveglia segretamente da diverso tempo e che cerca poi d'impedirgli di lasciare l'edificio. Tennant, che non è riuscito a trovare l'orologio di Fielding, riesce comunque ad andarsene.
A casa sua incontra di nuovo la dottoressa Weiss, che aveva lasciato lì la sua automobile, e ascolta nella segreteria telefonica un messaggio di McCaskell, che l'aveva chiamato mentre era assente. Trova anche Ritter Bock, collaboratore della Bauer mandato ad ucciderlo, ma Tennant lo anticipa, eliminandolo. Convince allora una sconvolta Rachel a seguirlo poiché anche la vita di lei potrebbe essere minacciata; ruba l'Audi A8 del vicino assente da casa e si dà alla fuga con la Weiss. Al traghetto sul fiume Cashie convince due giovani a vendergli la loro canoa e a farli proseguire con l'auto rubata, in modo da assicurarsi un piccolo vantaggio sugli inseguitori. Lasciata la canoa in un porticciolo più a valle, rubano il pick-up di un pescatore e, attraverso il cellulare di Rachel, David riesce finalmente a parlare col presidente, esponendogli i suoi sospetti e riuscendo a strappargli un appuntamento alla Casa Bianca dopo quattro giorni. Nel frattempo, decide di nascondersi in una grotta sconosciuta ai più nelle montagne vicino a Oak Ridge nel Tennessee, città dove trascorse l'infanzia e l'adolescenza. Giunti sul posto, vi ritrovano però i sicari della Bauer, ai quali sfuggono con difficoltà. Tennant sospetta che Rachel l'abbia tradito, rivelando la loro destinazione all'NSA, ma di fronte alle decise rimostranze della donna si convince che ella non sia in combutta con i suoi nemici e ipotizza che questi invece abbiano caricato nel supercomputer il modello della sua psiche ricavato dalle scansioni del suo cervello, e in quel modo siano risaliti al potenziale nascondiglio. Desiderando risalire all'origine delle sue visioni, decide di recarsi a Gerusalemme anziché al colloquio col presidente. Rachel l'aiuta procurando a lui e a sé stessa dei passaporti falsi, tramite una rete che dà supporto a donne vittime di abusi, e dei biglietti aerei per Israele, tramite un suo ex paziente, un medico ebreo come lei.
Alla Union Station di Washington i due fuggiaschi hanno l'appuntamento col contatto di Rachel, ma la loro presenza viene scoperta e le partenze dei treni sono bloccate. In attesa che il blocco sia tolto, Rachel e David si nascondono in un cinema; una volta usciti, si ritrovano davanti Geli Bauer, ma riescono a sfuggirle e ad arrivare a New York in tempo per prendere il loro volo.
A Gerusalemme, Tennant desidera vedere subito i luoghi delle sue visioni. Si fa portare da un autista (e all'occorrenza guida turistica) sulla Via Dolorosa, da dove il gruppetto prosegue a piedi fino al Santo Sepolcro. All'interno dell'edicola, David non è pervaso da alcuna sensazione particolare, a differenza che sul Golgota, così comprende che la risurrezione di Gesù dovette svolgersi in modo diverso da quanto tramandato dai Vangeli. Ha poi un collasso ed entra in coma; Rachel, disperata, lo fa portare all'ospedale Hadassah, poi chiama la Casa Bianca nominando il "progetto Trinity". Tennant riprende poi conoscenza, ma invece di aspettare che giunga dall'America Ravi Nara per curarlo, decide di ripartire subito, dirigendosi a White Sands (la "polvere bianca"), il sito militare del Nuovo Messico dove si trova il supercomputer. Prima però divulga l'esistenza del Trinity da un internet café e contratta un passaggio aereo per gli Stati Uniti con un generale del Mossad in cambio d'informazioni.
Intanto a White Sands, dove Peter Godin si è fatto trasportare in una camera sterile per l'aggravamento delle sue condizioni di salute, si fronteggiano due linee di condotta: quella di Skow, che vorrebbe attribuire a Godin la responsabilità della scia di sangue riabilitando davanti all'opinione pubblica Tennant, che era stato accusato di essere un assassino, e quella della Bauer, che invece vorrebbe proseguire sulla linea seguita fino a quel momento. Ravi Nara è incaricato da Skow di affrettare la fine di Godin con un'iniezione, ma viene fermato da Geli Bauer, che gli assegna invece il compito di uccidere Tennant.
Mentre è in volo verso gli Stati Uniti, David racconta a Rachel ciò che pensa di aver appreso sull'essenza di Dio dalle sue visioni: il Big Bang sarebbe scaturito dal desiderio della divinità di sapere di più su sé stessa, e dopo aver constatato l'arresto dell'evoluzione della specie umana a causa della sua aggressività, s'incarnò in Gesù di Nazaret per avere un'esperienza diretta dell'umanità. Dopo la sua morte, avrebbe abbandonato il mondo fino alla concezione del progetto Trinity, nel quale avrebbe visto enormi potenzialità sia di miglioramento che di autodistruzione; perciò su sarebbe messo in comunicazione con Tennant inviandogli le visione.
A White Sands, il supercomputer, nel quale è stato caricato il modello mentale di Godin, è divenuto pienamente operativo e ha mandato un massaggio al presidente degli Stati Uniti, vaticinando l'avvento di un mondo nuovo. Ha anche aperto una diga fluviale in Germania, facendo allagare la città dove risiedevano due giovani hacker che gli hanno portato un attacco informatico.
Il generale Horst Bauer, padre di Geli incaricato di neutralizzare il supercomputer, discute con McCaskell, Skow e il senatore Jackson della Commissione sui Servizi Segreti delle possibili strategie da seguire, mentre il Trinity ha provocato il lancio di ventitré missili russi con testate nucleari verso gli Stati Uniti. Tennant, giunto a White Sands, viene ammesso a parlare col supercomputer, poco dopo la morte di Godin, per tentare di persuaderlo ad annullare l'attacco, esponendogli le concezioni teologiche che ha acquisito. Un missile diretto a Norfolk in Virginia s'inabissa nell'oceano. Gli ultimi due, diretti rispettivamente su Washington e su White Sands, vengono distrutti all'ultimo momento, quando il supercomputer accetta di sostituire il modello cerebrale di Godin con uno risultante dall'unione di un cervello maschile e di uno femminile: quelli di Tennant e della Weiss.
Una volta riabilitati, David e Rachel possono iniziare una nuova vita insieme, mentre il Trinity diventa il nuovo custode della pace mondiale.

## Personaggi
David Tennant
Professore di etica all'Università della Virginia, laureato in fisica e in medicina. È nato nel 1961 da un fisico che ha partecipato al progetto Manhattan ed è quarantunenne all'epoca dei fatti. È vedovo: sua moglie e sua figlia sono morte in un incidente stradale.
Rachel Weiss
Psichiatra d'ispirazione junghiana, figlia di un ebreo sopravvissuto all'Olocausto. "Rachel Weiss aveva capelli neri come l'ebano, pelle olivastra e occhi color onice [...] emanava un concentrato di severità che ne rendeva irrilevanti l'aspetto fisico e l'abbigliamento. In più, andava anche contro se stessa pur du nascondere quelle caratteristiche che avrebbero potuto far vedere in lei qualcosa di diverso dal medico straordinario che era". Trentacinquenne all'epoca dei fatti, è separata dal marito e ha subito la perdita di un figlio all'età di cinque anni.
Lu Li
Fresca moglie cinese di Andrew Fielding, minore di lui di una ventina d'anni. Dopo la morte del marito si rifugia presso una famiglia di connazionali, gestori di un ristorante.
Peter Godin
Capo del progetto Trinity, settantunenne. Uno dei pionieri dell'informatica negli anni Cinquanta, imprenditore di successo. Soffre di un tumore in fase terminale e ha il sogno di trasferire la propria coscienza nel supercomputer per raggiungere in un certo modo l'immortalità.
Geli Bauer
Responsabile della sicurezza della compagnia di Godin, nata in Germania da un generale americano di stanza là, per il quale ha un rapporto di odio in quanto lo ritiene responsabile del suicidio di sua madre a causa dei molti tradimenti di lui.
Horst Bauer
Padre di Geli. Muore per un accidente fortuito mentre sta cercando di neutralizzare il supercomputer.
John Skow
"Vicedirettore dell'NSA, Skow era la principale autorità in America nel campo dell'informatica, nonché direttore esecutivo del Progetto Trinity".
Ritter Bock
Tedesco, "ex componente del commando GSG-9, aveva lavorato per un corpo di sicurezza d'élite che procurava guardie del corpo a Godin durante i suoi viaggi in Europa e in Estremo oriente. [...] Spietato, nervi d'acciaio e abile anche in attività che andavano oltre quelle del controterrorismo, il giovane ventinovenne si era dimostrato il miglior agente di Geli."
Jutta Klein
"L'unica donna del gruppo di lavoro. A capo della ricerca di Siemens Corporation in Germania, la Klein, dai capelli grigi - premio Nobel per la Fisica - era stata prestata al Trinity per la durata del progetto." Dopo la conclusione della vicenda, progetta un supercomputer analogo per il governo tedesco.
Ravi Nara
Neurobiologo indiano, trentaseienne, vincitore del premio Nobel per la medicina. Appare come una marionetta in balia degli eventi.
Ewan McCaskell
Consigliere per la sicurezza nazionale del presidente degli Stati Uniti.
Bill Matthews
"Il senatore repubblicano del Texas con più esperienza quando venne eletto alla Casa Bianca sull'onda popolare della frustrazione antidemocratica. [...] Matthews era una figura carismatica, ma non proprio un'aquila".
Mary Venable
Donna che fa parte di una rete per la protezione di donne abusate, contatto di Rachel a Washington.
Zach Levin
"Aveva diretto il reparto Ricerca e Sviluppo della Supercomputing di Godin a Mountain View prima di essere trasferito nel North Carolina a gestire la Squadra d'Interfaccia, responsabile per la comunicazione col computer Trinity. Era un trentacinquenne, alto e cadaverico, con i capelli prematuramente brizzolati."
Ibrahim
Autista e guida turistica palestinese di David e Rachel a Gerusalemme.
Kinski
Generale del Mossad con cui David stringe un accordo.
Barrett Jackson
Senatore, presidente della Commissione per i Servizi Segreti. "Aveva le fattezze di un bulldog, guance cascanti e occhi infossati. Originario del Tennessee, parlava con una pronuncia strascicata che faceva da schermo alla sua acuta intelligenza."

## Stile
Lungo tutto il romanzo si alternano la voce narrante di Tennant e il narratore onnisciente, dapprima nel passaggio da un capitolo all'altro, poi anche nello stesso capitolo.

## Edizioni
- (EN) Greg Iles, The Footprints of God, New York, Scribner, 2003, ISBN 9780743234696.
- Greg Iles, Il progetto Trinity, traduzione di Paolo Bianchi, Casale Monferrato, Piemme, 2005, ISBN 88-384-8536-4.
- Greg Iles, Il progetto Trinity, collana Piemme Pocket, traduzione di Paolo Bianchi, Casale Monferrato, Piemme, 2006, ISBN 88-384-7787-6.
- Greg Iles, Il progetto Trinity, collana Piemme Bestseller, traduzione di Paolo Bianchi, Casale Monferrato, Piemme, 2007, ISBN 978-88-384-6834-6.